# 阿氏絲鰭脂鯉
阿氏絲鰭脂鯉，又名阿氏短頜鮰脂鯉，為輻鰭魚綱脂鯉目脂鯉亞目鱂脂鯉科的其一種，分布於南美洲亞馬遜河下游及法屬圭亞那沿岸淡水流域，體長可達3.4公分，棲息底中層水域，以蠕蟲、甲殼類及昆蟲為食，生活習性不明，可作為觀賞魚。